# Danske Sømands- og Udlandskirker
Danske Sømands- og Udlandskirker vil være kirken for danskerne, som er i udlandet for at arbejde, studere eller er på ferie. Foreningen blev etableret den 1. januar 2004 ved sammenlægning af Dansk Sømandskirke i fremmede Havne (stiftet 1867) og Dansk Kirke i Udlandet (stiftet 1919). Dansk Kirke i Sydslesvig er tilsluttet.
De 53 kirker ligger i byer med mange danskere bosat og i havnebyer med stort dansk skibsanløb, samt syd for grænsen i Sydslesvig.
I august 2024 stemte et flertal i repræsentantskabet for at ændre navnet til "Den Danske Kirke i Udlandet".

## Organisation

### Organisationen
Ejer en bygning på Frederiksberg, hvorfra administrationen af præsternes og de ansatte sker fra. Der sker også et betydningsfuldt fondsansøgningsarbejde fra Danmark.

### DSUKs repræsentantskab
Op til 118 personer har sæde i DSUKs repræsentantskabet. Op til 50 vælges ved årsmøder i stifterne, 23 udpeges af organisationer og 32 af kirkerne i udlandet.

Endvidere er de 13 medlemmer af hovedbestyrelsen også medlem af repræsentantskabet.

Repræsentantskabet vælger formand og bestyrelse og godkender bestyrelsens beretning, årsregnskab samt budget på det årlige møde.

### DSUKs stiftsbestyrelser
- DSUK Aalborg Stiftsbestyrelse
- DSUK Aarhus Stiftsbestyrelse
- DSUK Viborg Stiftsbestyrelse
- DSUK Ribe Stiftsbestyrelse
- DSUK Haderslev Stiftsbestyrelse
- DSUK Fyns Stiftsbestyrelse
- DSUK Roskilde Stiftsbestyrelse
- DSUK Lolland-Falsters Stiftsbestyrelse
- DSUK Københavns Stiftsbestyrelse
- DSUK Helsingør Stiftsbestyrelse

## Dansk Sømandskirke
- 1867 Den danske forening til Evangeliets Forkyndelse for skandinaviske Sømænd i fremmede Havne stiftes den 12. november.
- 1868 Den første sømandspræst begyndte i Hull i det nordlige England. Via dampskibsruterne eksporterede Danmark kreaturer i stort antal, samt korn, smør og bacon.
- 1871 Den første danske sømandskirke indvies i Hull. Samme år udkommer det første nummer af bladet Havnen.
- 1900 Danske sømandspræster virker i Hamborg, Hull, London, Newcastle og New York.
- 1914-18 Den første verdenskrig byder på meget vanskelige arbejdsforhold ved sømandskirkerne.
- 1921 Sømandskirken får egen kirke i Hamborg.
- 1935 Organisationens navn ændres til Dansk Sømandsmission i fremmede Havne. I 1944 ændres det igen til Dansk Sømandskirke i fremmede Havne.
- 1940-45 Under den anden verdenskrig mister 1.213 danske søfolk livet. Sømandskirkerne i Danzig, Hamborg, Hull og Gent ødelægges helt eller delvist.
- 1963 I Yokohama i Japan åbnes den første danske sømandskirke i Fjernøsten.
- 1970 I Rotterdam tages den nye kirke i Coolhaven i brug
- 1979 Dansk Sømandskirke åbner sømandskirke i Hong Kong. Det sker i samarbejde med det engelske Missions to Seamen.
- 1985 Singapore, den nye storhavn og trafikknudepunkt på Fjernøsten, får dansk sømandskirke.
- 2002 Sømandspræst sendes til Algeciras i det sydligste Spanien.
- 2003 Det internationale Sømandscenter drevet af sømandskirken i Singapore åbner på kajen i Tanjung Pelepas i Malaysia.

## Dansk Kirke i Udlandet
- 1919 Dansk Kirke i Udlandet stiftes den 25. marts. Arbejdet i Berlin knyttes til DKU.
- 1921 Den danske menighed i Flensborg tilsluttes DKU.
- 1923 Et dansk kirkearbejde begynder i Rio de Janeiro. Året efter begynder DKU et arbejde i Buenos Aires i Argentina.
- 1927 I Shanghai indvies en dansk kirke. Første nummer af Dansk Kirkehilsen udkommer.
- 1928 Præst udsendes til Edmonton i Canada. Christianskirken i Berlin indvies.
- 1933 Arbejdet i Sydslesvigs landdistrikter optages.
- 1941 Arbejde blandt danske arbejdere i Tyskland begynder i Berlin, Hamborg, Lybæk og Kiel. Senere også Wien, Dresden og Bremen.
- 1945-1953 En lang række præsteembeder oprettes i Sydslesvig.
- 1947, 1952 Necochea ( 1947) og Tandil (1952) i Argentina tilknyttes.
- 1953 Kirkearbejde i Gøteborg påbegyndes sammen med Dansk Sømandskirke.
- 1955 Frederikskirken i Paris indvies.
- 1958 Dansk KFUK i London køber ejendommen 43, Maresfield Gardens, Hampstead.
- 1964 Arbejdet i Calgary i Canada begynder. Året efter indvies kirken.
- 1976 Første besøgspræst på Solkysten.
- 1977 Præst ansættes i Bruxelles. Han er tillige præst i Luxembourg frem til 1994.
- 1988 Sydney får en fast dansk præst efter en årrække med langtidsbesøgspræster.
- 1997 I Schweiz udvides arbejdet med ansættelse af fast pensionistpræst.
- 2001 Margrethekirken i Fuengirola indvies.
- 2002 Kirken i Sydney får egen kirkebygning.

## Tilsluttede kirker
- Dansk Kirke i Sydslesvig

## Danske kirker i udlandet

### Belgien

#### Bruxelles
Den danske kirke i Bruxelles afholder sine gudtjenester i "Eglise Botanique", som er en protestantisk kirke i Bruxelles og som man deler med andre protestantiske kirkesamfund i byen. Ved særlige lejligheder afholdes der dog gudstjeneste i præstegården. Der arbejdes for øjeblikket (2010) på at købe et bygningskompleks, så det vil være muligt at få sin egen kirke.

### England

#### Hull
Sømandskirken i Hull (Danish Church Of St.Nikolaj) har eksisteret siden 1871. Den oprindelige kirkebygning i Osborne Street blev bombet af tyskerne under anden verdenskrig. Men en ny bygning er blevet opført samme sted og indviet i 1954. Kirken driver en kiosk, hvor det er muligt, at købe danske varer.

#### London
Sct. Katharine´s Danske Kirke er den nye bygning for den danske kirke i London. Kirken har eksisteret siden 1696 hvor den første danske London-kirke blev opført på Wellclose Square, nær Tower. Siden er der blevet afholdt gudstjenester i Marlborough House Chapel, i den svenske kirke i Harcourt Street og i St Clement´s Danes kirken på Strand. I dag (siden 1952) afholdes der gudstjenester i Sct. Katharine´s Danske Kirke ved Regent's Park.

#### Newcastle
Den Danske Kirke i Newcastle har eksisteret siden 1875. Indtil 1968 blev kirken drevet som en sømandskirke, hvorefter det blev besluttet at nedlægge den. Foreningen "Den Danske Kirke i Newcastle" blev etableret i 1980, med det formål at organisere menigheden. Gudstjenester afholdes i dag (2010) af præsten fra Sømandskirken i Hull i Martin Luther Kirken.

### Frankrig
Den Danske Kirke i Sydfrankrig ejer ikke egne bygninger så den tilknyttede præst afholder gudstjeneste i lejede lokaler to steder i området. Derudover har man rådighed over præstegården i Cagnes-sur-Mer.

#### Beaulieu sur Mer
I Beaulieu-sur-Mer foregår gudstjenesterne i den anglikanske kirke St. Michaels Church.

#### Cannes
I Cannes lejer man den katolske lejlighedskirke St. Georges.

#### Paris
Danske præster har været til stede i Paris siden 1660. I begyndelsen var præsten tilknyttet det danske gesandtskab, dette ophørte imidlertid i 1810. Fra 1876 afholdt den "dansk-norske kirkekomite" lutherske gudstjenester i Paris. Efter nedlæggelsen af denne i 1885, var der ikke nogen dansk præst i Paris. I 1923 sikrede Danske kirker i Udlandet (DKU), at der på ny kunne afholdes gudstjenester i Paris i lånte lokaler i den lutherske kirke St. Jean i rue de Grenelle. Efterhånden opstod der dog et ønske om, at have adgang til egen kirke og i mellemkrigsårene gik et indsamlingsarbejde i gang, således at man den 18. oktober 1953 kunne nedlægge grundstenen til den nye kirke. Kirken blev placeret på den samme grund som Danmarkshuset ligger på, men vender så at sige den anden vej idet kirken vender ud mod rue Lord Byron mens "Det danske hus" vender ud imod Champs-Elysées. Kirken blev indviet den 24. April 1955 af kong Frederik IX under navnet Frederikskirken.

### Grækenland
En dansk præst besøger Grækenland og afholder gudstjenester i Athen, Kreta og Rhodos. 

### Holland

#### Rotterdam
Den Danske Sømandskirke i Rotterdam har eksisteret siden 1954, hvor det første præstepar blev ansat. I begyndelsen delte man lokaler med den svenske sømandskirke. Da havnen i Rotterdam i 1962 overhalede New Yorks havn, som verdens travleste, besluttede man i 1967 at opføre en selvstændig dansk sømandskirke i byen. Denne blev indviet i 1970 i overværelse af kong Frederik IX og den hollandske dronning Juliana.

### Italien

#### Rom
En dansk præst besøger Italien og afholder gudstjenester.

### Luxemborg

#### Luxemborg
Den Danske Kirke i Luxembourg har eksisteret siden 1974, da den første gudstjeneste blev afholdt. I 1977, blev der fastansat en præst i Belgien, som herefter fik pålagt, at afholde en månedlig gudstjeneste i Luxemborg. Dette arrangement holdt indtil 1994, hvor man på baggrund af en voksende dansk menighed fik anskaffet en præstebolig og ansat en præst, som herefter afholder tre månedlige gudtjenester og forestår konfirmandundervisning, dåb, vielse og begravelse. Da kirken ikke har egne lokaler, bliver de fleste gudstjenester bliver afholdt i Eglise de la Trinité (Treenighedskirken).

### Norge

#### Oslo
En dansk præst besøger Norge og afholder gudstjenester.

### Schweiz
Den danske kirke i Schweiz begyndte sit arbejde i 1947, hvor danske præster ansat i Det Lutherske Verdensforbund og Kirkernes Verdensråd i Genève også afholdt gudstjenester i landet. Først 1997, hvor den første danske præst blev ansat udelukkende med det formål, at agere som præst for den danske menighed, gik man væk fra denne praksis, med at præsterne arbejdede på frivillig ulønnet basis. Da kirken ikke besidder egne lokaler, lejer man plads i lokale kirker.

#### Genève
Gudstjenester i Genève afholdes i Chapelle Saint-Léger i den gamle by.

#### Bern
Gudstjenester i Bern afholdes i den engelske kirke St. Ursula.

#### Basel
I Basel afholdes gudstjenesterne i St Nicholas Kapel, som er en del af Basler Münster.

#### Zürich
Gudstjenesterne i Zürich afholdes i Martin-Luther-Kirche.

### Spanien

#### Algeciras
Sømandskirken i Algeciras deler lokaler med Sømandscentret samme sted. Og da man ikke forretter egentlige kirkelige handlinger udover et bryllup i ny og næ, fungerer kirken mest som et samlingssted for danske søfolk i området.

#### Solkysten øst
Den Danske Kirke øst for Malaga

#### Fuengirola
Margrethekirken i Fuengirola har siden sin indvielse 4. november 2001, dannet ramme om de kirkelige handlinger i Den Danske Kirke vest for Malaga. 

### Sverige

#### Göteborg
I Den Danske Kirke afholder "Dansk Sømandskirke i Göteborg" sine ugentlige gudstjenester. Kirken blev stiftet i 1953 under navnet dansk sømands- og kolonikirke i Göteborg. Kirken har ligget på tre adresser. Først på Hvitfeltsplatsen, siden 1976 på Drotninggatan og fra 1985 på Thorild Wulffsgatan 8 i området Änggården

#### Skåne
Den Danske Kirke i Skåne holder månedlige gudstjenester på kirken i Lockarp/Lokkerup ved Malmø .
Småland
Den Danske Kirke i Småland holder jævnligt gudstjenester i Timfors kyrka ved Markaryd. Desuden arbejdes der med pilgrimsvandringer og retræter.
Stockholm
Den Danske Kirke i Stockholm holder flere gange årligt gudstjenester i Den Norske Kirke på Stigbergsgatan på Södermalm. Gudstjenesterne forestås af sømandspræsent fra Göteborg eller sognepræster fra Danmark.

### Tyskland

#### Sydslesvig
I Sydslesvig er er der 35 danske menigheder, som hører under Dansk Kirke i Sydslesvig. Den danske hovedkirke i Sydslesvig er Helligåndskirken i Flensborg.

#### Hamborg
Der har eksisteret en dansk sømandskirke i Hamborg siden 1875. Men først i 1923 fik kirken sin egen bygning. Denne bygning blev bombet og ødelagt under 2. Verdenskrig. Sømandskirkens nuværende bygning, som er tegnet af dr. Otto Kindt blev indviet 3. februar 1952.

#### Berlin
Den første danske menighed i Berlin bliver stiftet i 1912, hvor man lejer lokale i Neuenburgerstr til gudstjenesterne. I 1928 indvies kirken i Stresemannstr.57c, grunden hvorpå denne kirke lå blev imidlertid afhændet til Deutsche Bundespost i 1965, hvorefter den nye kirke Christianskirken i Brienner Strasse 12 blev taget i brug i 1967.

### Østrig

#### Wien
En dansk præst besøger Østrig og afholder gudstjenester

### USA

#### New York
Sømandskirken i New York blev stiftet af den danske præst Rasmus Andersen i 1878. Den første kirkebygning blev købt i 1886. I 1957 flyttede kirken imidlertid til sin nuværende placering i det historiske Brooklyn Heights distrikt. I kirken bliver der afholdt gudstjeneste hver søndag med undtagelse af den sidste søndag i måneden, hvor præsten afholder gudstjeneste i Washington, DC. Udover disse to steder afholder præsten fra kirken også gudstjeneste ved særlige lejligheder i henholdsvis Chicago og Houston.

#### Sydcalifornien
Danish Evangelical Lutheran Church i daglig tale kaldet den danske kirke, er grundlagt i 1906. I dag har det til huse i Yorba Linda. Hvor det sammen med The Cultural Center i The Knudsen Hall holder liv i de danske traditioner i Californien.

### Canada

#### Toronto
The Danish Lutheran Church i Toronto er grundlagt i 1957, hvor man lejede lokaler hos den tyske lutheranske kirke til gudstjenester. Den 24. april 1966 indvies den danske kirke.

#### Vancouver
Den første danske gudstjeneste i Vancouver bliver udført i 1923 af Pastor Rasmussen fra Dalum, Alberta i den norske kirke i Vancouver. Herefter overtager Pastor Alfred Sørensen fra Seattle gudstjenesterne på en månedlig basis. Og samme år dannes Ansgar menigheden og der etableres en bygningsfond. Men først i 1933 kan man købe en grund  og i 1936 kan man begynde arbejdet med, at opføre en kirkebygning. Kirken blev indviet 15. august 1937 under navnet Saint Ansgar Church. I 1966 overtager man den danske kirke Granly i det nærliggende Surrey og fortsætter kirketjenesten her. I 1985 udskilles kirken her som en selvstændig menighed.

#### Edmonton
Den første gudstjeneste i Danish Lutheran Church "Ansgar" i Edmonton blev afholdt i 1923. I dag bliverder afholdt ugentlige gudstjenester og kirken bruges til forskellige sociale arrangementer for menigheden.

#### Calgary
Danish Lutheran Church

#### Grimsby
Danish Lutheran Church

### Argentina

#### Buenos Aires
Iglesia Dinamarquesa i Buenos Aires

#### Necochea
Iglesia Dinamarquesa i Necochea

#### Tres Arroyos
Iglesia Danesa i Tres Arroyos

#### Tandil
Iglesia Danesa i Tandil

### Brasilien

#### Sao Paolo
Præsterne fra de 4 danske kirker i Argentina skiftes til, at afholde gudstjeneste i Sao Paulo

### Hong Kong
Danish Seamen's Church i Hong Kong

### Kina

#### Shanghai
Den danske sømandspræst i Hong Kong holder hvert år gudstjenester i Shanghai

#### Beijing
Den danske sømandspræst i Hong Kong holder hvert år gudstjenester i Beijing

#### Guangzhou
Den danske sømandspræst i Hong Kong holder hvert år gudstjenester i Guangzhou

### Singapore
Danish Seamen's Church i Singapore

### Malaysia

#### Pelepas
International Seamen's Centre

#### Kuala Lumpur
Den danske præst i Singapore holder hvert år flere gudstjenester i Kuala Lumpur

### Japan

#### Tokyo
Den danske sømandspræst i Hong Kong holder hvert år gudstjenester i Tokyo.

### Indonesien

#### Jakarta
Den danske præst i Singapore holder hvert år flere gudstjenester og forestår kirkelige handlinger blandt danskere bosat i Jakarta

### Australien

#### Sydney
Frederikskirken – Danish Church

### New Zealand
Danske Kirke New Zealand
Den Danske Kirke i New Zealand har ikke en kirkebygning til afholdelse af de kirkelige handlinger, i stedet lejer man sig ind forskellige steder.

## Ekstern henvisning
- Danske Sømands- og Udlandskirker